# Nakladatelství Plantin-Moretus
Nakladatelství Plantin-Moretus bylo knižní vydavatelství v Anverpách v Belgii. Již v 16. století jej založil tiskař Christoffel Plantin a poté celý podnik převzal jeho zeť Jan Moretus. Jak plynul čas, nakladatelství bylo v rodině děděno z generace na generaci a postupně se stalo jedním z nejznámějších vydavatelství celé země. V 19. století však zaniklo a dnes je zde tiskařské muzeum se stejným názvem.
Pro svou mimořádnou hodnotu bylo v roce 2005 areál budov vydavatelství přijat na Seznam světového dědictví UNESCO.

## Fotogalerie

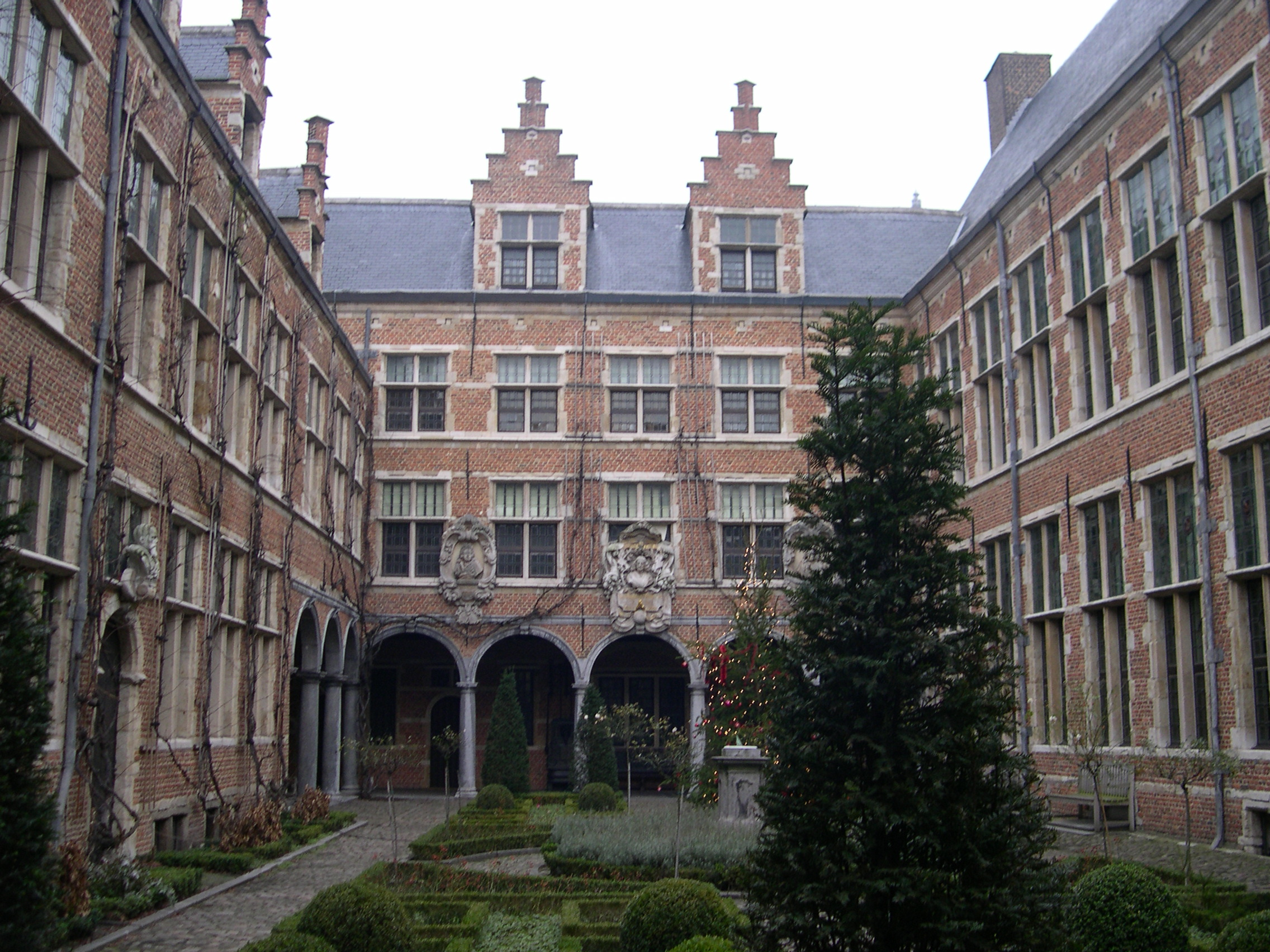
vnitřní nádvoří
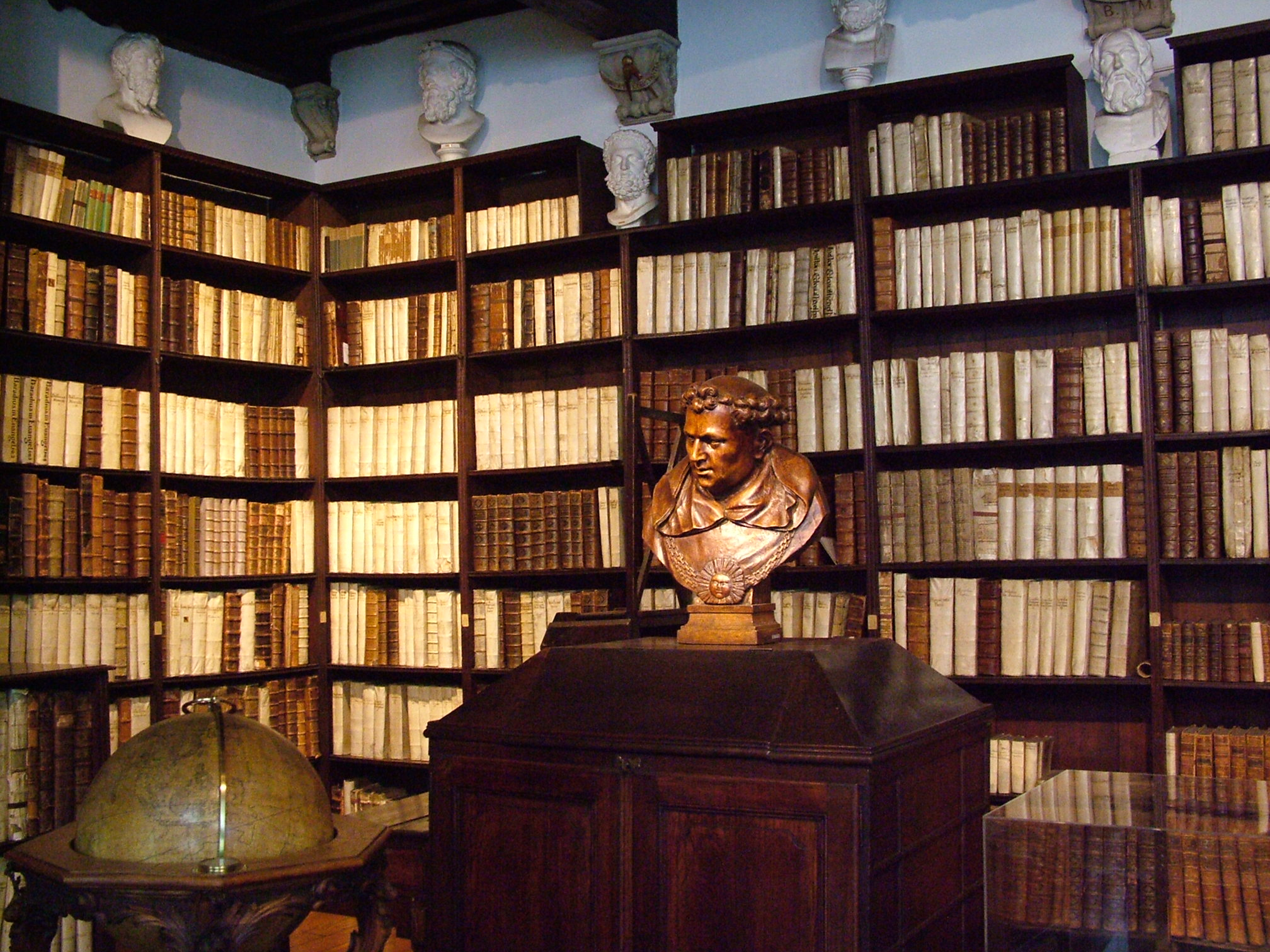
interiér
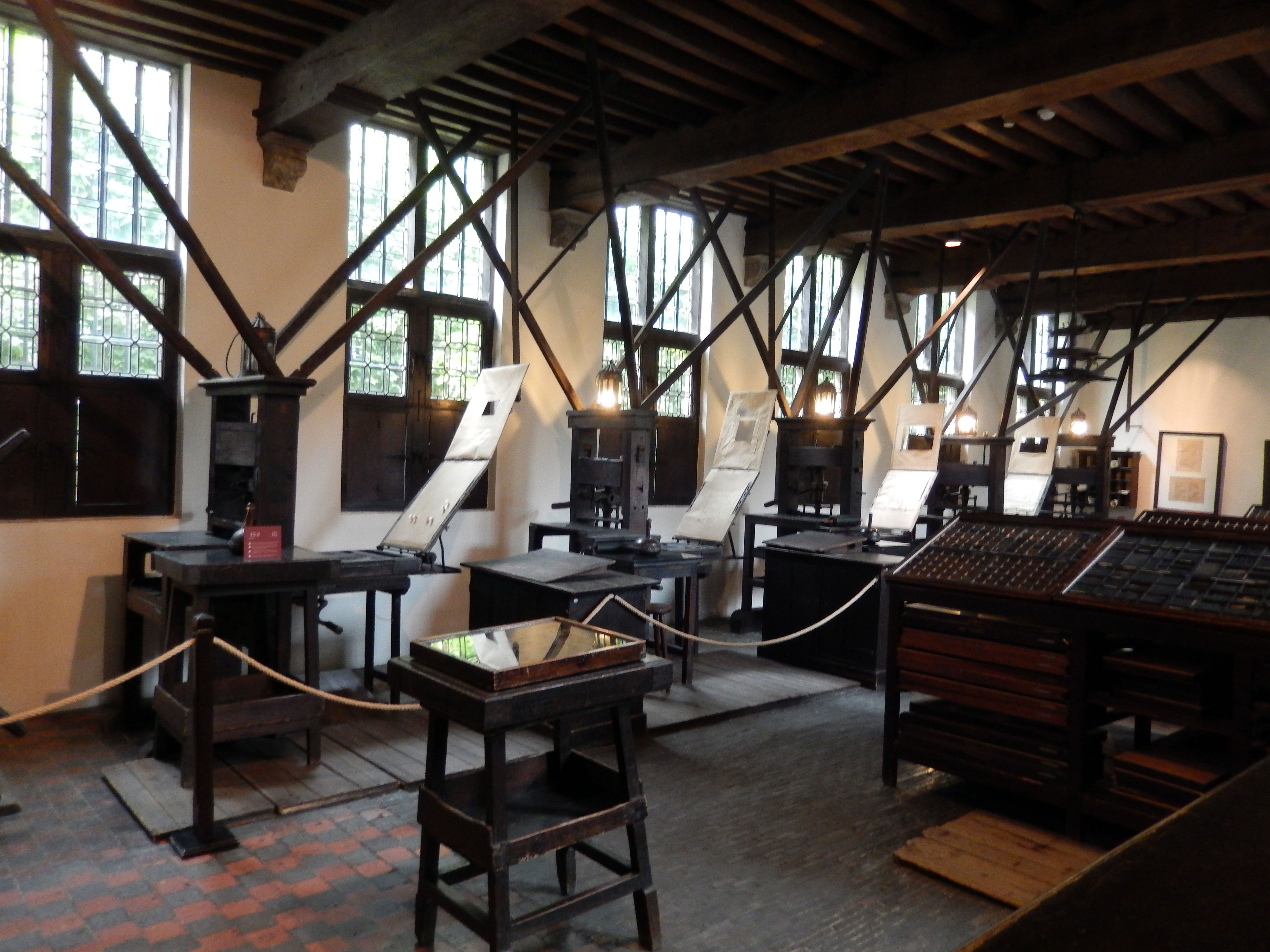
interiér